# James Mellaart
James Mellaart   (Londres, 14 de novembre de 1925 - Londres, 29 de juliol de 2012) va ser un arqueòleg britànic i descobridor del jaciment neolític de Çatalhöyük a Turquia. Va ser expulsat de Turquia per ser sospitós de vendre antiguitats al mercat negre. També es va veure embolicat en controvèrsies purament arqueològiques sobre l'anomenada Deessa-Mare d'Anatòlia que havia exhumat en les seves excavacions a Anatòlia a la dècada dels 60.

## Biografia
Va néixer a Londres. Va ser professor a la Universitat d'Istanbul i director assistent de l'Institut Britànic d'Arqueologia d'Ankara. El 1951, Mellaart va començar a dirigir excavacions de jaciments turcs, amb ajuda de la seva dona, Arlette, turca de naixement. Va ajudar a identificar la terrisseria "copa de xampany" de l'edat de Bronze tardana, a Anatòlia occidental, que va portar a descobrir Beycesultan el 1954. Després d'acabar aquest treball, va ajudar a publicar els resultats. El 1959 va començar a ensenyar arqueologia d'Anatòlia a Ankara.

## Assumpte Dorak
El 1958 Mellaart va fer un informe sobre un nou jaciment molt ric trobat en Dorak (Turquia) a Seton Lloyd del British Institute. Deia que havia trobat els objectes sis anys abans però que no havia tingut permís per publicar abans.
Quan va aparèixer la notícia a The Illustrated London News, les autoritats turques van indagar per què no havia informat del lloc on havien aparegut aquests artefactes. Mellaart va dir que havia vist el tresor a la casa d'una jove a Izmir, a la qual havia conegut en un tren. No li va permetre fer fotos, però el va deixar fer dibuixos. No obstant això, la jove Anna Papastrari, era desconeguda i la seva direcció no existia. L'únic document que es va trobar va ser una carta que, després d'haver estat examinada per experts, va resultar estar escrita per Arlette, al dona de Mellaart. Com a resultat, les autoritats turques van expulsar Mellaart com sospitós de robar antiguitats. Més tard se li va permetre tornar, però a la fi va ser expulsat definitivament.

## Excavacions a Çatalhöyük

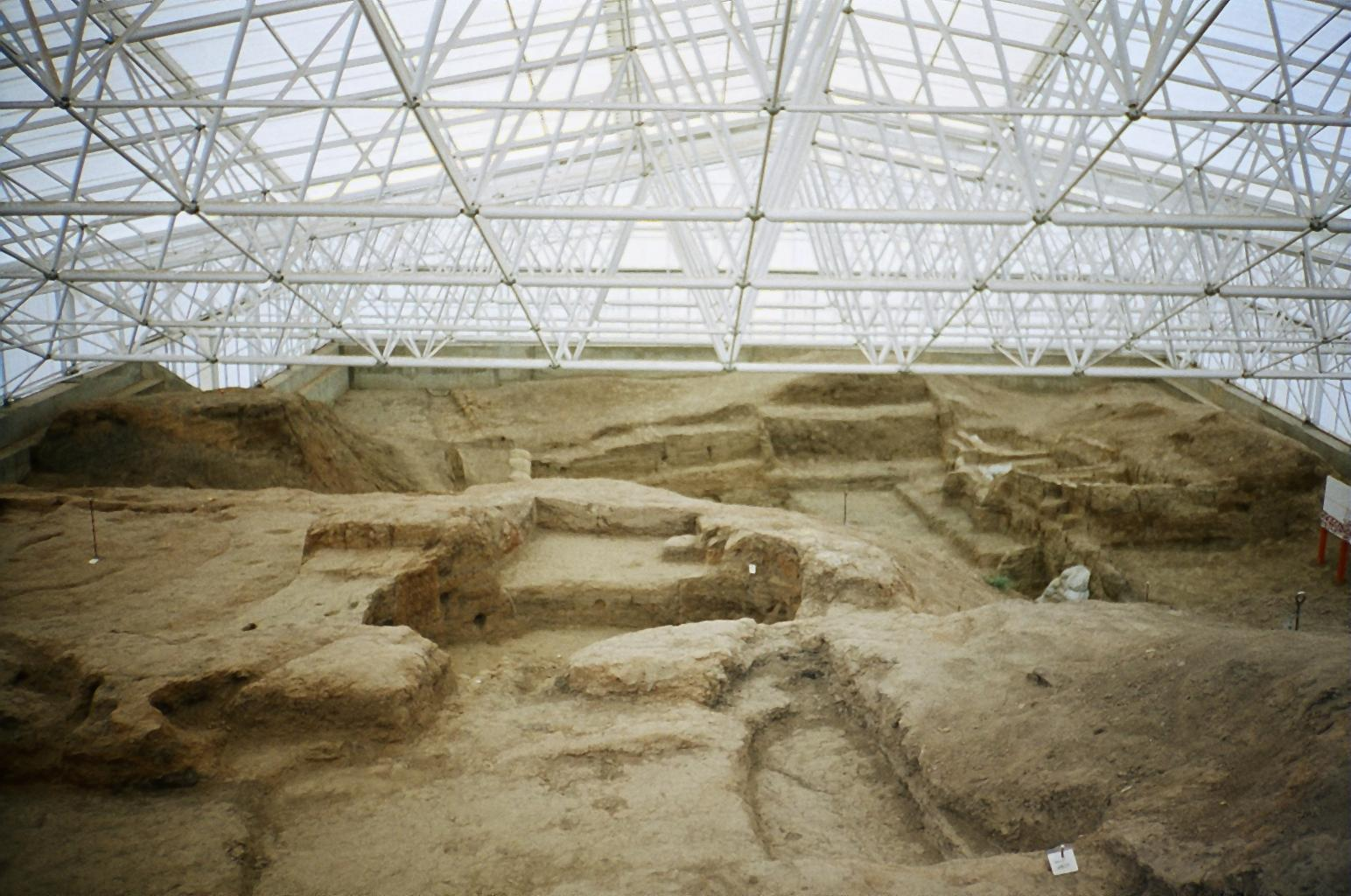
Excavacions de Çatalhöyük

Quan Mellaart va excavar el jaciment de Çatalhöyük el 1961, el seu equip va trobar més de 150 locals i edificis, alguns decorats amb murals, relleus i escultures. Molt aviat el jaciment es va mostrar com molt important perquè servia per a l'estudi de l'organització social i cultural d'un dels poblats més primerencs i ocupats permanentment d'Orient pròxim.
D'acord amb les teories de Mellaart, era una de les ciutats santuari de la Deessa Mare. Però molts altres arqueòlegs no estan d'acord i la discussió és rancúnia. Mellaart va ser acusat de presentar alguna de les històries mitològiques com autèntiques. La duresa de les discussions va obligar el govern turc a tancar el jaciment. Va romandre sense treballs durant més d'un quart de segle fins que es van reprendre a la dècada dels 90.
El poblat complet s'estenia aproximadament en 13 hectàrees de terreny, i albergava entre 5.000 i 8.000 persones, d'ell només ha estat excavat un desè de la seva superfície.

## Jubilació
El 2005 Mellaart es va jubilar de l'ensenyament i vivia al nord de Londres, amb la seva dona i el seu net, fins que va morir el 29 de juliol de 2012.

## Obres
- "Anatolian Chronology in the Early and Middle Bronze Age"; Anatolian Studies VII, 1957
- "Early Cultures of the South Anatolian Plateau. The Late Chalcolithic and Early Bronze Ages in the Konya Plain"; Anatolian Studies XIII, 1963
- Çatalhöyük, A Neolithic Town in Anatòlia, London, 1967
- Excavatians at Hacilar, vol. I-II